# 李椿 (河东郡公)
李椿（544年—593年3月5日），字牵屯，辽东郡襄平县（今辽宁省辽阳市）人，北周、隋朝官员。

## 生平
李椿是李弼第七子，过继给叔叔李檦。北周元年（557年），李椿因嗣父李檦的军功，以魏平县开国子为起家官，食邑四百户。保定二年（562年），李椿加司邑下大夫，很快出任大都督，镇守延州，周武帝宇文邕命令李椿入朝担任左侍上士，宿卫皇帝。保定六年（566年），李椿出任使持节、车骑大将军、仪同三司。当年李椿接受诏令前往蒲坂修筑城池，李椿返回后接受诏令又筑造羌城。建德四年（575年），李椿镇守大宁，之后又镇守同州。当时吐谷浑入侵，李椿奉命讨伐，周军凯旋后李椿以军功获赏奴婢十三口，绢布一百匹，粟麦一百担。建德五年（576年），李椿跟随周武帝平定北齐，留在相州镇守，进爵为魏平县开国伯。宣政元年（578年），李椿特封为河东郡开国公，食邑两千户。大象元年（579年），李椿入朝出任左少武伯下大夫。大象二年（580年），李椿升任上仪同大将军、左司武中大夫，同年十月转任右宮伯中大夫。十二月出任使持节、开府仪同大将军，其余官职爵位如故。开皇二年（582年），李椿接受敕令统帅东土相州等十二州的军队，开皇十年（590年），李椿出任骠骑将军。开皇十二年（592年），李椿回朝，十三年正月廿七日（593年3月5日）发病在京城永吉里私人住宅中去世，虚岁五十。开皇十三年岁次癸丑十二月丙寅六日辛未（594年1月3日）葬于孝义里。

## 家庭

### 曾祖
- 李贵，北魏开府、平州刺史、卫尉卿[1]

### 祖父
- 李永，北周柱国、太傅、河阳公[1]

### 生父
- 李弼，北周太师、太傅、太保、柱国大将军、太尉、司徒、司空、赵武公[1]

### 嗣父
- 李檦，北周大将军、汝南公[1]

### 兄弟姐妹
- 李曜，北周开府、邢国公
- 李晖，北周柱國、总管梁洋等十州诸军事、梁州刺史、魏国公
- 李衍，隋朝柱国、安州总管、真乡夙公
- 李纶，北周司会中大夫、开府仪同三司、河阳郡公
- 李晏，北周开府仪同三司、大将军、赵郡公

### 夫人
- 刘婉华，中山郡安喜县人，定州别驾、蒲阴侯刘敬夏孙女，光禄勋、定州刺史、西郡文公刘贞之女，大业三年闰三月四日因病在京城住宅中去世，虚岁六十四，大业六年岁次庚午癸亥朔正月廿日葬于蓝田县童人乡，与丈夫李椿合葬[1]

### 子女
- 李匡世[1]
- 李匡民[1]
- 李匡道[1]
- 李匡德[1]
- 李匡义，河东公[1]
- 李氏，嫁隋朝博州高唐县县令于斌[4]